# 尼奇·羅培茲
尼可拉斯·羅培茲（英語：Nicholas Lopez，1995年3月13日—），為美國職棒大聯盟的游擊手，目前為自由球員。他先前曾效力於皇家、勇士與白襪等隊。

## 職業生涯

### 堪薩斯市皇家
2016年美國職棒大聯盟選秀，皇家在第五輪選進羅培茲。2016年，他在小聯盟繳出2成81的打擊率。2017年，他先後升上高階1A和2A。2018年，他在2A及3A合計繳出3成08的打擊率，並敲出9轟與53分打點。
2019年5月14日，羅培茲登上大聯盟。2020年，他的打擊率為2成01，並敲出1轟與13分打點。不過他有獲得金手套獎提名，最後輸給塞薩·赫南德茲。

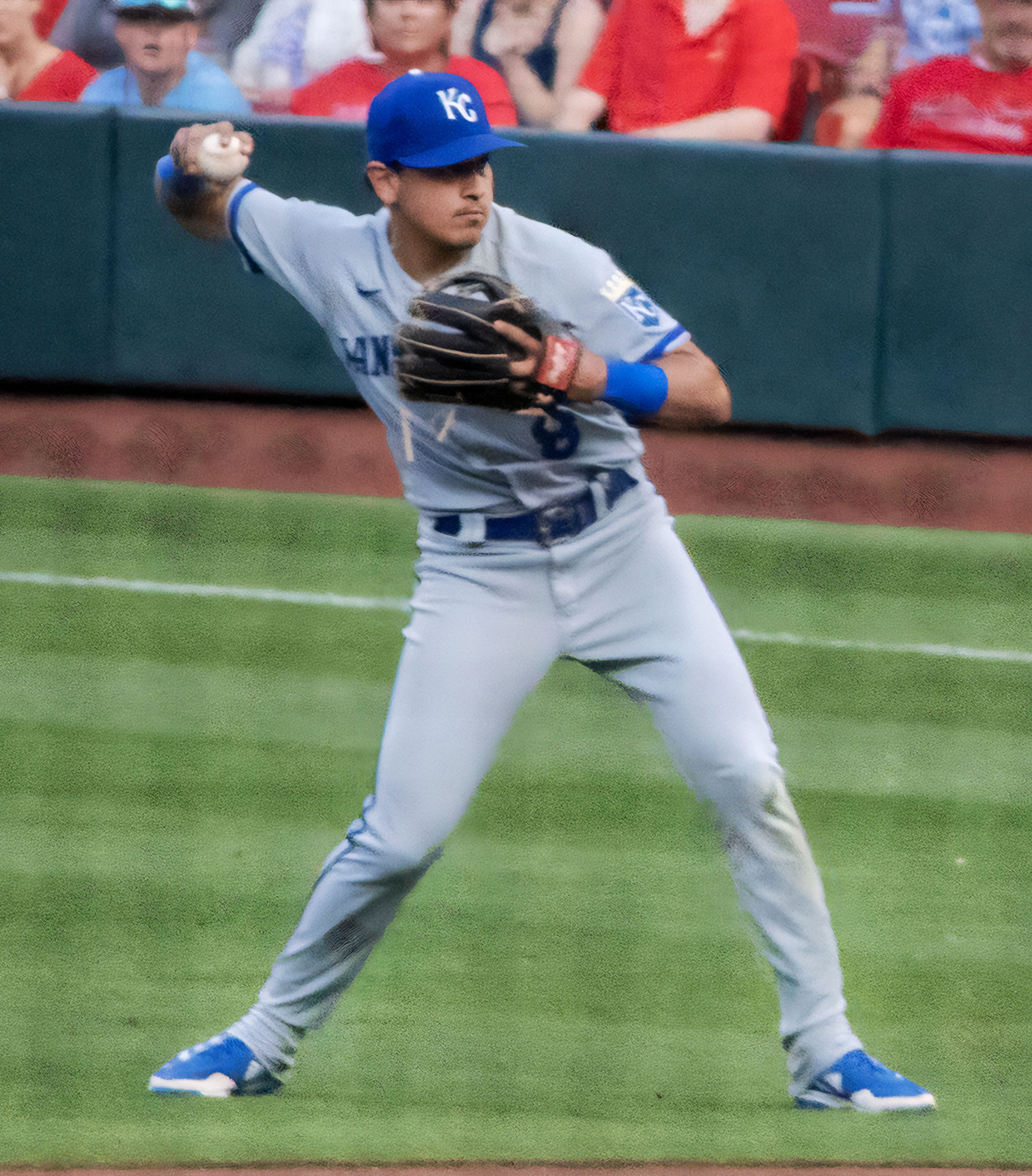
2023年的羅培茲

2021年春訓，羅培茲只繳出1成18的打擊率，但游擊手艾達爾伯托·蒙德西卻也在此時受傷，這也導致原本要從3A開季的羅培茲必須從大聯盟開季。8月19日，他敲出賽季首轟。整季他繳出3成打擊率，並打回43分打點與22次盜壘成功。

### 亞特蘭大勇士
2023年7月30日，皇家將羅培茲交易到勇士，換來Taylor Hearn。他在勇士的首場先發就敲出4支安打，包含一支三分砲。

### 芝加哥白襪
2023年11月16日，勇士將羅培茲、麥可·索羅卡、Jared Shuster和Jared Shuster交易到白襪，換來Aaron Bummer及Riley Gowens。

## 國際賽
2023年世界棒球經典賽，羅培茲代表義大利出戰。

## 外部連結
- 球員資訊和成績在MLB ，ESPN ，Retrosheet ，Baseball Reference ，Baseball Reference (Minors) ，Fangraphs ，The Baseball Cube （英文）